# Бо (чжуинь)

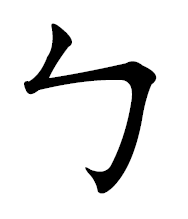
Бо

Бо — первая буква алфавита чжуинь. Транслитерация по Джайлзу — «p», в пиньине — «b». Графически происходит от 20-го иероглифического ключа баобу.
В слоге может быть только инициалью (кит.聲 - шэн), как инициаль образует 16 слогов.
| ㄅ            | ㄅ           | ㄅ          | ㄅ            |
| ------------- | ------------ | ----------- | ------------- |
| ㄅㄚ — ба     | ㄅㄞ — бай   | ㄅㄢ — бань | ㄅㄤ — бан    |
| ㄅㄠ — бао    | ㄅㄟ — бэй   | ㄅㄣ — бэнь | ㄅㄥ — бэн    |
| ㄅㄧ — би     | ㄅㄧㄠ — бяо | ㄅㄧㄝ — бе | ㄅㄧㄢ — бянь |
| ㄅㄧㄣ — бинь | ㄅㄧㄥ — бин | ㄅㄛ — бо   | ㄅㄨ — бу     |